# Xenoblade Chronicles 2
A Xenoblade Chronicles 2, vagy ahogy Japánban megjelent Xenoblade 2 (ゼノブレイド2; Hepburn: Zenobureido Tsū), akció-szerepjáték, melyet a Monolith Soft fejlesztett és a Nintendo jelentetett meg Nintendo Switch videójáték-konzolra. A játék a Xeno sorozat tagja, az első Xenoblade Chronicles folytatása, amely 2017. december 1-jén jelent meg világszerte.
2018. szeptember 14. kiadtak egy DLC-t Torna – The Golden Country néven, ami 500 évvel a fő játék előtt játszódik. 2022. július 29. fog kijönni a játék folytatása a Xenoblade Chronicles 3.

## Történet
Ugyan a játék a Xenoblade Chronicles folytatása, azonban világa és szereplőgárdája teljesen új. A főszerepben Rex és újdonsült barátja, Pyra áll, akik az Elysium, az emberiség végső paradicsomának nyomában járják be a világot. A játék felhők végtelen óceánján játszódik, ahol a civilizáció utolsó maradványai titánoknak nevezett kolosszális szörnyetegek hátán élnek.

## Játékmenet
A Xenoblade Chronicles 2 a sorozat korábbi tagjaihoz hasonlóan akció-szerepjáték, melyben a játékos egy háromtagú csapat vezérét irányítja. A játék nyitott világú, a játékosok szabadon közlekedhetnek a zökkenőmentesen összekapcsolt környezetek között. A játékban szerepel nappal-éjjel ciklus, az idő gyakran hatással van a játékbeli eseményekre, küldetésekre, az ellenfelek erejére és a tárgyak elérhetőségére.

## Fejlesztés
A játék a Monolith Soft Xenoblade metasorozatának harmadik tagja az első Xenoblade Chronicles és a Xenoblade Chronicles X után. A játék tervezési fázisába már 2014 júliusában, a Xenoblade Chronicles X fejlesztésének második felében beléptek, az abban megjelent újítások negatív rajongói visszhangja miatt. Amíg az eredeti Xenoblade Chronicles a történetvezérelt japán szerepjátékok tipikus felépítését követte, addig a Chronicles X-ban sokkal kisebb hangsúly került a történetre, helyette inkább küldetésalapú felépítés köré húzták fel azt, és elsősorban a játék nyitott világának felfedezésére helyezte az fókuszpontot. A fejlesztőcsapat egyre türelmetlenebb lett, amint meghallották a rajongótábor negatív véleményét a változtatások körül, így belekezdtek egy újabb történetvezérelt cím elkészítésébe. Mivel ennek a játékmenete inkább az első címének folytatása, ezért azt Xenoblade Chronicles 2 névvel látták el. A játékon való kezdeti munkák nehézkesek voltak, mivel a Nintendo Switch technikai részletei még nem voltak véglegesítve, de amint azok tisztázódtak a játéknak végül rövidebb fejlesztési időszaka volt a korábbi címekhez viszonyítva, Takahasi Tecuja vezetőrendező elmondása szerint a Chronicles X-ban kialakított technológiai alapokat használva felgyorsíthatták a fejlesztésre szánt időt. Másik motiválófaktum volt a csapat Nintendónak tett ígérete, melyben kijelentették, hogy a Nintendo Switch életciklusának korai szakaszában be fogják fejezni a játékot.
A Monolith Soft egyik célkitűzése volt a játékkal, hogy annak szereplői szélesebb körű arckifejezését tudjanak megjeleníteni a korábbi Xenoblade címekhez képest. A vezető-szereplőtervező Szaitó Maszacugu volt, akinek ez volt az első alkalma, hogy egy videójátékhoz készítsen szereplőterveket. A fejlesztőcsapat választása azért esett rá, mivel a főszereplőknek kifejezőbb animeszerű művészi stílust akartak adni szemben az előző Xenoblade játékokkal, melyekben valósághűbb szereplőmodelleket alkalmaztak, melyeket a csapat kissé merevnek érzett. A Square Enix alkalmazásában álló Nomura Tecuját bízták meg a Torna nevű szervezet tagjainak megtervezésével. Takahasi mindig is szeretett volna Nomurával közösen dolgozni, azonban mivel az mindig elfoglalt volt a Square Enix játékaival, így csak tétován közeledett a céghez annak reményében, hogy megengedik annak, hogy vendég szereplőtervezőként közreműködjön a játékon. Takahasi meglepetésére elfogadták a megkérését. A játékon további vendég szereplőtervezők is közreműködtek, így a Xeno sorozaton korábban már munkálkodott Tanaka Kunihiko és Szaga Szoraja is, akik a játék néhány „pengéjét”, azaz fegyverszerű életformáját tervezték meg. Kiemelendő, hogy Tanaka tervezte meg KOS-MOS, a Xenosaga trilógia egyik főszereplőjének pengéjét. A játék történetével Takahasi állt elő, akinek munkáját Takeda Júicsiró és Hjódó Kazuho forgatókönyvírók segítették: előbbi a játék páros-, utóbbi pedig annak páratlan sorszámú fejezetein dolgozott. Takeda szerint, aki az előző két Xenoblade-játékon is íróként működött közre, a Chronicles 2 forgatókönyvírási technikái és munkafolyamata egy filméhez hasonlítható. Takeda elmondása szerint eddig ebben a történetben van a legtübb „Takahasi Tecuja-tűz”.
A játékot 2017 januárjában, a Nintendo részletes Nintendo Switch leleplezésében jelentették be, egy játékmenetből összeállított kedvcsináló videót még aznap meg is jelentettek. A játékot az eredeti Xenoblade-hez hasonlón Japánban Xenoblade 2 címmel jelentették be, azonban az angol nyelvterületeken hozzáfűzték a címéhez a Chronicles szót. A játék a Nintendo 2017-es Electronic Entertainment Expón tartott sajtótájékoztatójának is a része volt, ahol megerősítették annak 2017-es év vége előtti megjelenését. A játék angol nyelvre történő lokalizációját a Xenoblade Chronicleshöz hasonlóan a Nintendo európai részlege vezette, ami rendszeresen tartotta a kapcsolatot a Nintendo japán és észak-amerikai divízióival az ellentmondásosnak bizonyulható döntések ügyében, mivel a közreműködés hiánya a Xenoblade Chronicles X-nál problémát jelentett. A játék világszerte egyidejű megjelenése miatt annak lokalizációs folyamata az előző két játékkal ellentétben a fejlesztés közben és nem után történt. A játék 2017. december 1-jén jelent meg világszerte.

### Zene

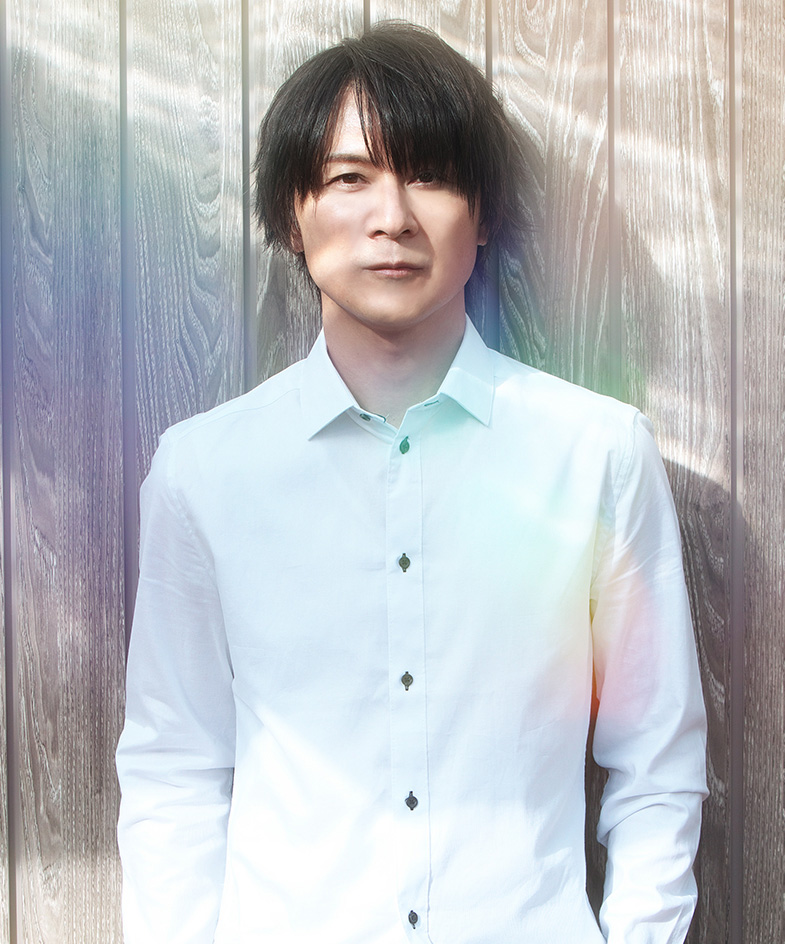
A játék zenei anyagának elkészítését Micuda Jaszunori vezette

A játék zenéjét Micuda Jaszunori, a Kudó Tomoriból és Jamanaka „Chico” Hirojóból álló ACE, Hiramacu Kendzsi és Kijota Manami szerezte. A hangokra szánt költségvetés-beosztásával, a zenészválogatással, az időpontbeosztással és a kotta-korrektúraolvasással is megbízott Micuda volt az első, akit Takahasi 2014 decemberében meghívott a projektbe. Micuda és Takhasi a következő év folyamán számos megbeszélést tartott a zene átfogó irányvonalával kapcsolatban, és végül az ACE zenei társulatot és az első Xenoblade Chronicles-játékon is közreműködő Hiramacu Kendzsit is meghívták. A megbeszéléseken meghatározták, hogy a zeneszerzők a játék zenei anyagának mely elemein fognak dolgozni; így az ACE elsősorban a barangolások közben hallható dalok, míg Hiramacu a harcok során felcsendülő számokat írta. Micuda szerint a játék zenéjét úgy készítették el, hogy az kielégítse a rajongók várakozásait, mivel nem szerették volna, hogy „romba döntsék” az első Xenoblade Chronicles által felállított imázst. Micuda a játékot a több mint 300 zenész közreműködésével és 20 000 kottányi zenéjével a valaha volt legnagyobb projektjének tartja számon, a Pro Tools zenekészítő szoftverének fájljai és adatai meghaladták az egy terabyte-os méretet. A játékhoz összesen körülbelül 120 zeneszámot vettek fel, melyből 25-öt Micuda szerzett.
A játék zenei anyagán a szlovákiai Pozsonyi Szimfonikus Kórus és az ír Anúna énektársulat is közreműködött. Micuda elmondása szerint, aki már azóta szeretett volna az Anúnával közösen dolgozni, hogy az 1990-es években a zenéjük rajongója lett, az énektársulat játékon nyújtott teljesítménye megríkatta. Két dalt, köztük a Micuda által írt zárófőcím dalt is Jennifer Bird, a brit Tomorrow Bird akusztikus duójának tagja énekli fel. A felvételek előtt Micuda és Bird összhangba hozták magukat, hogy az énekteljesítményén keresztül megfelelően ki tudják fejezni a szereplők érzelmeit. Bird a felvételek során melodikus elemeket improvizált az énekébe, melyre általában nem kerül sor Micuda szerzeményeiben. Néhány nappal a játék megjelenése előtt Shadow of the Lowlands címmel felkerült egy Micuda által szerzett promóciós videóklip a Nintendo YouTube-fiókjaira. A videóban az Anúna teljesítménye hallható, és Michael McGlynn, a társulat vezére vette fel és rendezte azt.

## Fogadtatás
| Összegzőoldal | Értékelés |
| ------------- | --------- |
| Metacritic    | 83/100    |

| Szerző                | Értékelés |
| --------------------- | --------- |
| Destructoid           | 8/10      |
| EGM                   | 7/10      |
| Famicú                | 35/40     |
| Game Informer         | 7,5/10    |
| GameRevolution        | [ 41 ]    |
| GameSpot              | 7/10      |
| IGN                   | 8,5/10    |
| Nintendo Life         | [ 44 ]    |
| Nintendo World Report | 9,5/10    |

A Xenoblade Chronicles 2 pozitív fogadtatásban részesült a bejelentésekor, néhány kritikus „váratlannak” kiáltotta ki annak leleplezését. Jeremy Parish a USgamer hasábjain kedvező fényben hasonlította össze a játékot a Chrono Cross-szal. A 2017 augusztusi Gamescom rendezvényen a játék kedvező korai hatással volt a szaksajtóra, akik dicsérték annak korszerű harcrendszerét és környezeteit.
A Metacritic kritikaösszegző weboldal adatai szerint a Xenoblade Chronicles 2 megjelenésekor „általánosságban pozitív” fogadtatásban részesült. Az IGN dicsérte a játékot, azt olyan „kiemelkedő szerepjátéknak” írva le, mely „a történetét, harcrendszerét és az abban való kalandozásokat is érdekfeszítőnek bírta fenntartani annak legalább 70 órás, lenyűgözően változatos és gazdag világban játszódó kalandozásai során”, azonban néhány kellemetlenséget is kiemeltek a játékkal kapcsolatban, így a zavarba hozó minitérképét, amely miatt a cikkíró néha eltévedt. A GamingBolt a játékot „a generáció egyik legjobb japán szerepjátékának” kiáltotta ki, és 9/10-es pontszámmal jutalmazták azt, dicsérve annak „hatalmas és gyönyörű” világát, „összetett és többrétegű” történetét és „tekervényes és addiktív” harcrendszerét, viszont negatívumként jegyezték fel, hogy a játékot néha visszatartották a „bárgyú dizájnbeli döntések” és „a csiszoltság egyszerű hiánya”.
Jason Schreier a Kotakuban sokkal negatívabb kritikát fogalmazott meg, a játékot „unalmasnak, sivárnak és túlbonyolítottnak” írta le, „mely nem foglalkozik azzal, hogy elvesztegeti a játékos idejét”, illetve annak forgatókönyvét is „átlagon alulinak” érezte. Schreier a kritikái mellett dicsérte a játék zenéjét és környezeteit, előbbit egyenesen „lenyűgözőnek” kiáltva ki. A játék 35/40-es pontszámot kapott a japán Famicú íróitól.

### Eladások
A játékból megjelenésnek hetében közel 98 000 példányt adtak el belőle Japánban. A játék az Egyesült Királyságban a tieznkilencedik helyen nyitott, mellyel kilenc hellyel előrébb mutatkozott be mint a Xenoblade Chronicles X. Japánban a játék eladásai a Xenoblade Chronicles Wii-verzióját is meghaladják, ami 71 000 eladott példánnyal mutatkozott be. A játékból 2017. december 31-ig 1,06 millió példányt adtak el világszerte.

## Fordítás
- Ez a szócikk részben vagy egészben  a   Xenoblade Chronicles 2 című angol Wikipédia-szócikk ezen változatának fordításán alapul.  Az eredeti cikk szerkesztőit annak laptörténete sorolja fel. Ez a jelzés csupán a megfogalmazás eredetét és a szerzői jogokat jelzi, nem szolgál a cikkben szereplő információk forrásmegjelöléseként.